# Krisztina Fazekas-Zur
Krisztina Fazekas-Zur (Budapest, 1 de agosto de 1980) es una deportista húngara que compitió en piragüismo en la modalidad de aguas tranquilas. Está casada con el expiragüista estadounidense de origen israelí Rami Zur, con quien vive en California (Estados Unidos), país que representó en el Mundial de 2011.
Participó en dos Juegos Olímpicos de Verano, Londres 2012 y Río de Janeiro 2016, obteniendo en cada edición una medalla de oro, ambas en la prueba de K4 500 m.
Ganó catorce medallas en el Campeonato Mundial de Piragüismo entre los años 2001 y 2017, y catorce medallas en el Campeonato Europeo de Piragüismo entre los años 2001 y 2016.
En 2016 recibió la Cruz central de la Orden del Mérito de Hungría.

## Palmarés internacional
| Representando a Hungría        |                          |                   |              |
| Juegos Olímpicos               |                          |                   |              |
| Año                            | Lugar                    | Medalla           | Competición  |
| 2012                           | Londres (Reino Unido)    | Medalla de oro    | K4 500 m     |
| 2016                           | Río de Janeiro (Brasil)  | Medalla de oro    | K4 500 m     |
| Campeonato Mundial             |                          |                   |              |
| Año                            | Lugar                    | Medalla           | Competición  |
| 2001                           | Poznań (Polonia)         | Medalla de oro    | K4 200 m     |
| 2002                           | Sevilla (España)         | Medalla de oro    | K4 1000 m    |
| 2006                           | Szeged (Hungría)         | Medalla de oro    | K4 1000 m    |
| 2007                           | Duisburgo (Alemania)     | Medalla de oro    | K4 1000 m    |
| 2007                           | Duisburgo (Alemania)     | Medalla de plata  | K4 200 m     |
| 2007                           | Duisburgo (Alemania)     | Medalla de plata  | K4 500 m     |
| 2009                           | Dartmouth (Canadá)       | Medalla de plata  | K1 4 × 200 m |
| 2009                           | Dartmouth (Canadá)       | Medalla de plata  | K4 200 m     |
| 2013                           | Duisburgo (Alemania)     | Medalla de oro    | K1 4 × 200 m |
| 2013                           | Duisburgo (Alemania)     | Medalla de oro    | K2 1000 m    |
| 2013                           | Duisburgo (Alemania)     | Medalla de oro    | K4 500 m     |
| 2015                           | Milán (Italia)           | Medalla de plata  | K4 500 m     |
| 2017                           | Račice (República Checa) | Medalla de oro    | K4 500 m     |
| Campeonato Europeo             |                          |                   |              |
| Año                            | Lugar                    | Medalla           | Competición  |
| 2001                           | Milán (Italia)           | Medalla de oro    | K4 200 m     |
| 2001                           | Milán (Italia)           | Medalla de bronce | K2 1000 m    |
| 2005                           | Poznań (Polonia)         | Medalla de plata  | K4 200 m     |
| 2006                           | Račice (República Checa) | Medalla de oro    | K4 500 m     |
| 2007                           | Pontevedra (España)      | Medalla de oro    | K4 1000 m    |
| 2007                           | Pontevedra (España)      | Medalla de plata  | K4 200 m     |
| 2007                           | Pontevedra (España)      | Medalla de plata  | K4 500 m     |
| 2008                           | Milán (Italia)           | Medalla de oro    | K4 200 m     |
| 2008                           | Milán (Italia)           | Medalla de oro    | K4 1000 m    |
| 2008                           | Milán (Italia)           | Medalla de plata  | K2 200 m     |
| 2008                           | Milán (Italia)           | Medalla de bronce | K4 500 m     |
| 2009                           | Brandeburgo (Alemania)   | Medalla de oro    | K4 200 m     |
| 2012                           | Zagreb (Croacia)         | Medalla de bronce | K4 500 m     |
| 2016                           | Moscú (Rusia)            | Medalla de oro    | K4 500 m     |
| Representando a Estados Unidos |                          |                   |              |
| Campeonato Mundial             |                          |                   |              |
| Año                            | Lugar                    | Medalla           | Competición  |
| 2011                           | Szeged (Hungría)         | Medalla de plata  | K1 1000 m    |